# منتخب إسكتلندا لاتحاد الرغبي للسيدات
منتخب اسكتلندا لاتحاد الرغبي للسيدات (بالإنجليزية: Scotland women's national rugby union team)‏ هو ممثل اسكتلندا الرسمي في المنافسات الدولية في اتحاد الرغبي في فئة رياضة نسوية. تأسس في 14 فبراير 1993.

## وصلات خارجية
- الموقع الرسمي